# 黃松蘭
黃松蘭（学名：Gastrochilus japonicus）为蘭科松蘭(肚唇蘭)屬下的一个种。